# Juan Arredondo
Juan Bautista Arredondo González (Valparaíso, 16 agosto 1918 – Cartagena, 6 aprile 2015) è stato un cestista e allenatore di pallacanestro cileno.

## Carriera
Con il Cile ha preso parte alle Olimpiadi del 1956 in qualità di giocatore-allenatore.